# Arte folclórico

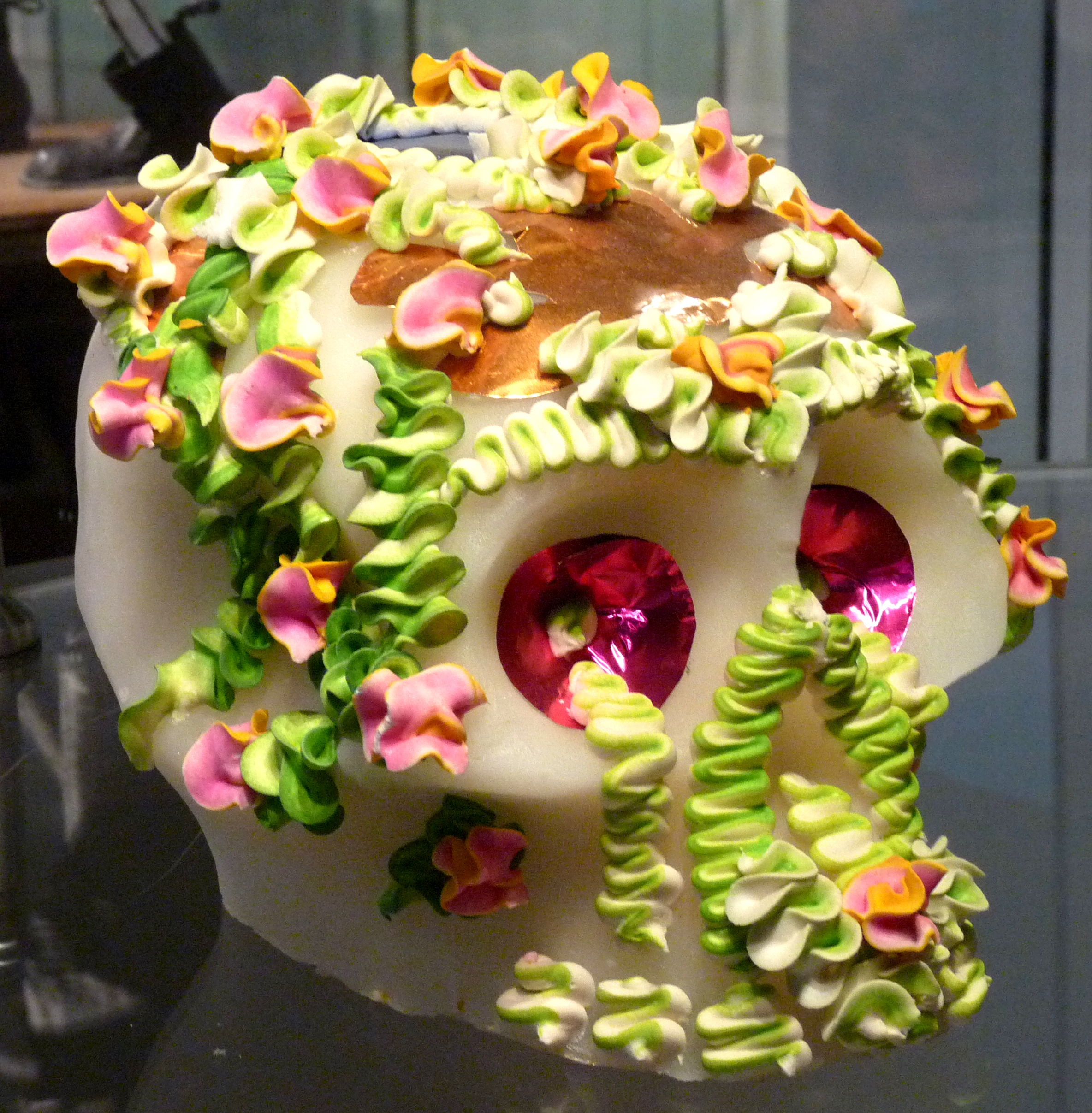
Calavera de azúcar en el Museo de Arte Popular de la Ciudad de México

El arte folclórico es aquel creado de un modo tradicional por campesinos, marineros, artesanos o comerciantes que no cuentan con una preparación formal. También es el arte producido por integrantes de un grupo social o étnico que han preservado su cultura.
Para que un objeto o hecho sea considerado folclórico debe ser anónimo, es decir, que nadie sabe quién lo hizo pero todos sienten que pertenece a ese pueblo o cultura.
Es, en su mayoría, funcional, hecho a mano para uso personal, limitado o colectivo. Las pinturas son generalmente parte decorativa de baúles, relojes y muros interiores o exteriores. La escultura se fabrica de madera, piedra o metal y su uso final recae en juguetes, cubiertos, candelabros u objetos religiosos.
En cuanto a arquitectura se encuentran tanto edificios públicos como residenciales, ejemplos de ello son las iglesias de madera construidas en Europa Oriental y las clásicas cabañas estadounidenses. También existen muestras de arte folclórico en técnicas de grabado, tallado, cerámica y textiles.